# Juville
Juville és un municipi francès, situat al departament del Mosel·la i a la regió del Gran Est. L'any 2007 tenia 107 habitants.

## Demografia

### Població
El 2007 la població de fet de Juville era de 107 persones. Hi havia 36 famílies, de les quals 8 eren unipersonals (4 homes que vivien sols i 4 dones que vivien soles), 12 parelles sense fills i 16 parelles amb fills.
La població ha evolucionat segons el següent gràfic:
Habitants censats

### Habitatges
El 2007 hi havia 43 habitatges, 40 eren l'habitatge principal de la família, 2 eren segones residències i 1 estava desocupat. 40 eren cases i 3 eren apartaments. Dels 40 habitatges principals, 35 estaven ocupats pels seus propietaris i 5 estaven llogats i ocupats pels llogaters; 1 tenia dues cambres, 2 en tenien tres, 7 en tenien quatre i 30 en tenien cinc o més. 31 habitatges tenien, pel cap baix, una plaça de pàrquing. A 15 habitatges hi havia un automòbil i a 22 n'hi havia dos o més.

### Piràmide de població
La piràmide de població per edats i sexe el 2009 era:
| Homes | Edats   | Dones |
| ----- | ------- | ----- |
| 0     | 95 o +  | 0     |
| 0     | 90 a 94 | 0     |
| 0     | 85 a 89 | 0     |
| 0     | 80 a 84 | 0     |
| 4     | 75 a 79 | 0     |
| 4     | 70 a 74 | 0     |
| 0     | 65 a 69 | 12    |
| 0     | 60 a 64 | 0     |
| 0     | 55 a 59 | 0     |
| 8     | 50 a 54 | 0     |
| 4     | 45 a 49 | 8     |
| 4     | 40 a 44 | 0     |
| 4     | 35 a 39 | 8     |
| 4     | 30 a 34 | 0     |
| 4     | 25 a 29 | 4     |
| 4     | 20 a 24 | 0     |
| 4     | 15 a 19 | 0     |
| 4     | 10 a 14 | 0     |
| 8     | 5 a 9   | 0     |
| 8     | 0 a 4   | 4     |

## Economia
El 2007 la població en edat de treballar era de 65 persones, 56 de les quals eren actives i 9 eren inactives. De les 56 persones actives 51 estaven ocupades (30 homes i 21 dones) i 5 estaven aturades (2 homes i 3 dones). De les 9 persones inactives 1 estava jubilada, 1 estava estudiant i 7 estaven classificades com a «altres inactius».
Activitats econòmiques
Dels 12 establiments que hi havia el 2007, 1 era d'una empresa de fabricació d'altres productes industrials, 5 d'empreses de construcció, 1 d'una empresa d'hostatgeria i restauració, 3 d'empreses immobiliàries, 1 d'una empresa de serveis i 1 d'una empresa classificada com a «altres activitats de serveis».
Dels 4 establiments de servei als particulars que hi havia el 2009, 1 era un paleta, 1 una fusteria i 2 eren agències immobiliàries.
L'any 2000 a Juville hi havia 5 explotacions agrícoles.

## Poblacions més properes
El següent diagrama mostra les poblacions més properes.